# Festung Motto Bartola

Festung Motto Batola. Historisches Bild von Leo Wehrli (1910)

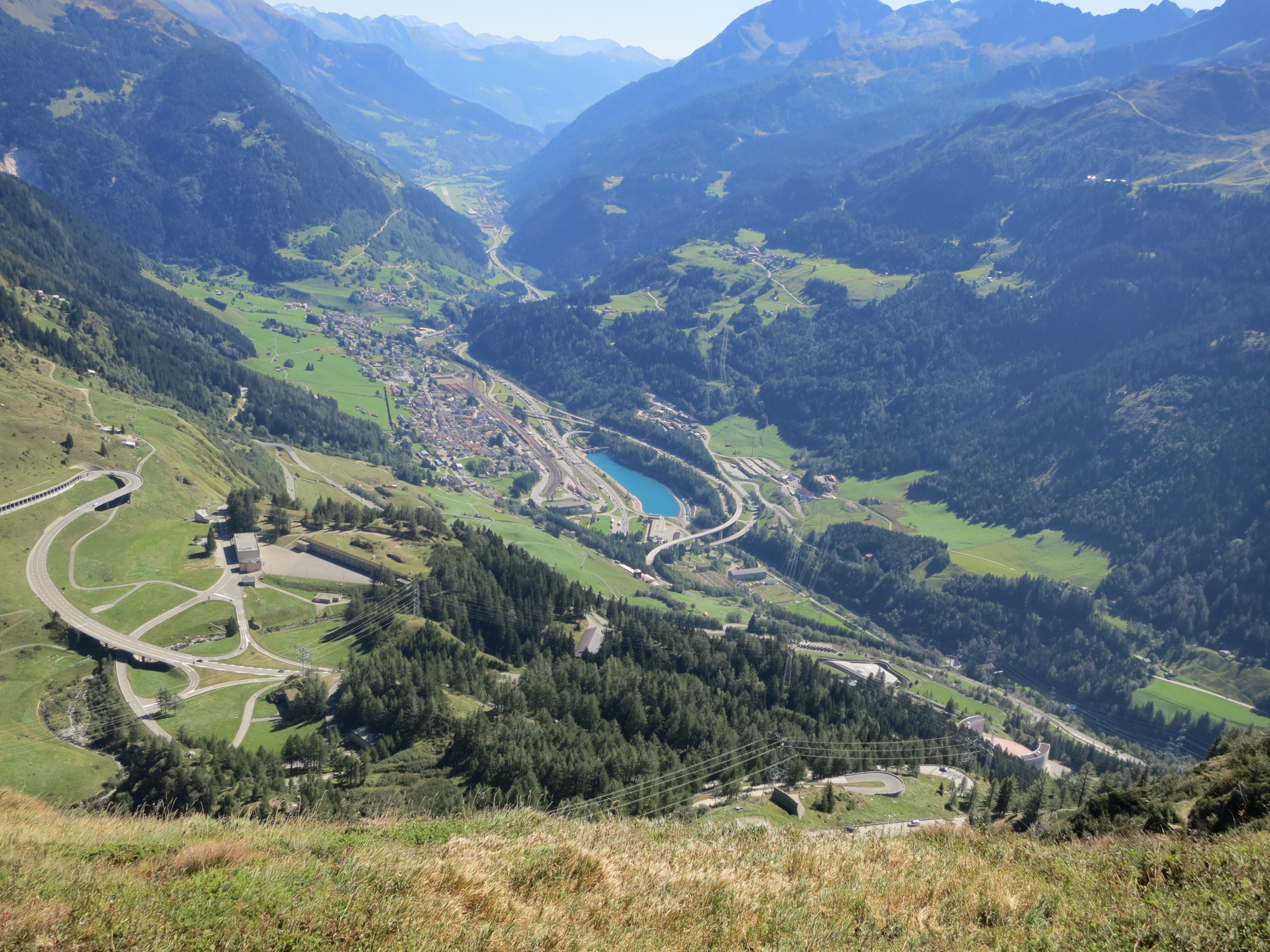
Kaserne Motto Bartola ob Airolo mit Forte Airolo (unten) und Kaserne Bedrina (unten rechts)

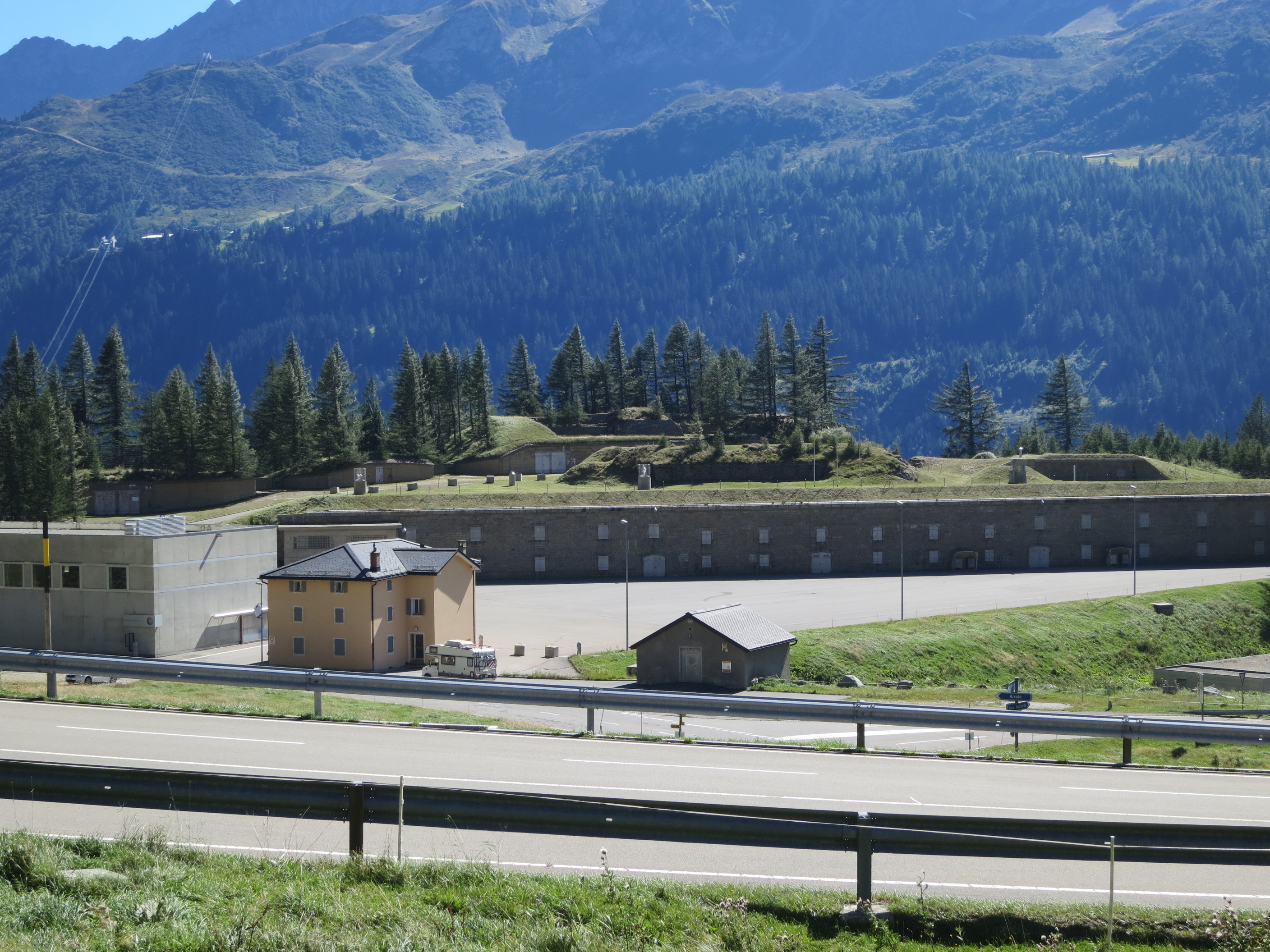
Kaserne und Fort Motto Bartola

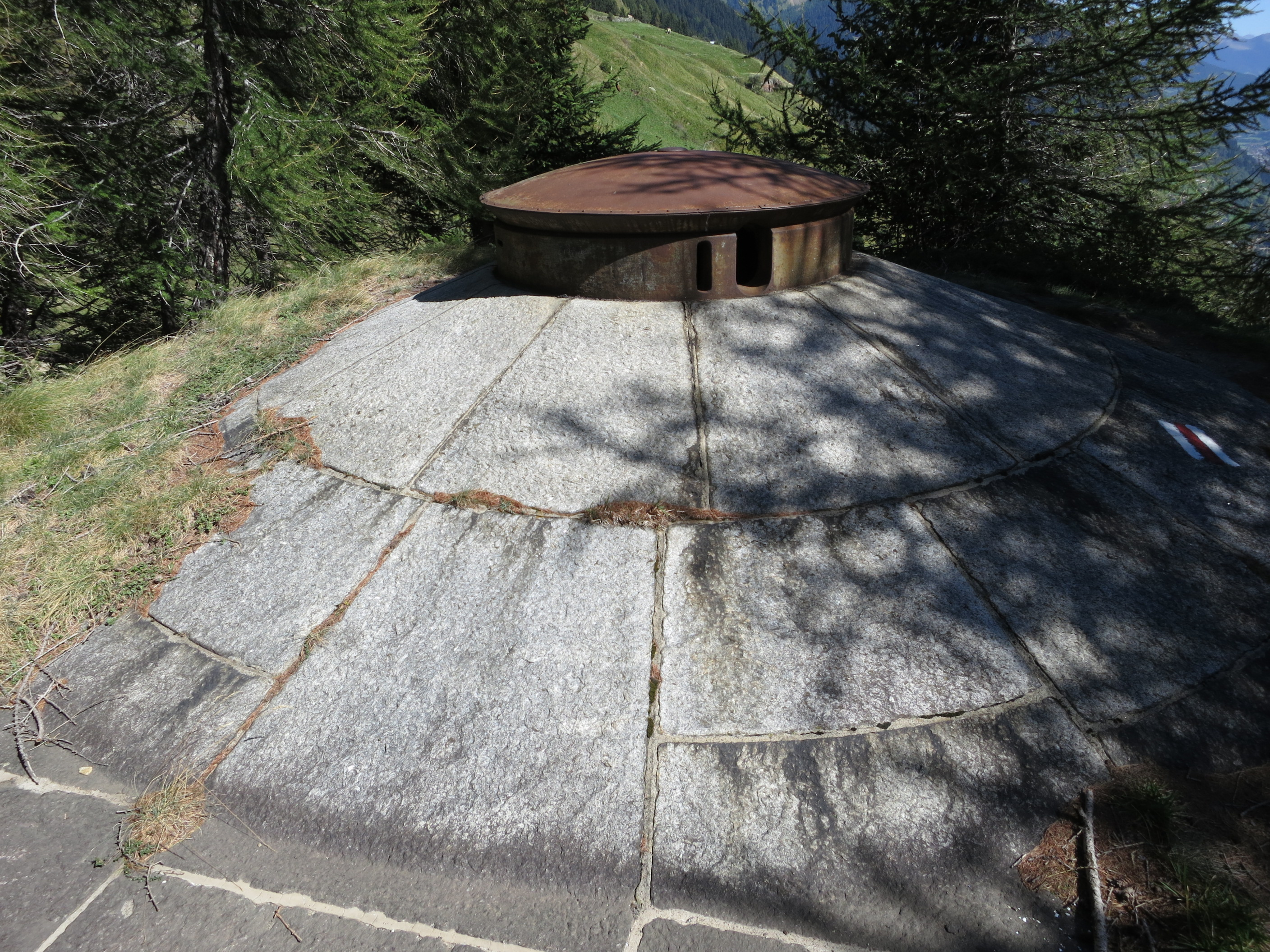
Beobachtungsposten der Festung

Die Festung Motto Bartola ist ein Schweizer Artilleriewerk auf der Südseite des Gotthardpasses im Kanton Tessin. Es befindet sich auf 1527 m ü. M. auf dem Gemeindegebiet von Airolo am Eingang zur Tremola an der alten Gotthardstrasse. Das 1890 erstellte Fort wurde 1947 als Kampfanlage des Festungsgebietes Gotthard aufgehoben und wird seither als Kaserne benutzt. Keine 300 Meter entfernt liegt die Anlage Festung Foppa Grande.

## Geschichte
Als sich abzeichnete, dass die seit 1887 in Bau befindliche moderne Festung Forte Airolo nicht rechtzeitig fertig werden könnte, um bei einem Angriff den Kessel von Airolo zu schützen, beschloss man ein provisorisches Werk oberhalb des Forte Airolo auf Motto Bartola zu erstellen. 1888 wurde mit dem Bau begonnen, der im Sommer 1890 abgeschlossen werden konnte, im gleichen Jahr wie das Forte Airolo.
Heute wird Motto Bartola von der Schweizer Armee als Kaserne benutzt. 2004 fand hier der Umschulungskurs der Festungsartillerieabteilung 13 statt, der nach der Armeereform XXI letzten verbliebenen Festungsabteilung. Mit ihrer Auflösung 2011 gehört die Schweizer Festungsartillerie der Geschichte an.

## Werk und Bewaffnung
Die Anlage wurde für eine Batterie zu vier 12-cm-Kanonen und zwei Batterien zu je vier 8,4-cm-Kanonen ausgelegt. Die Geschützstände für die 12-cm-Geschütze hatten ein Pivot für den Rahmen der Lafetten-Rücklaufbremse. Zudem wurde eine Munitionskasematte erstellt.
Ab 1901 wurde neben anderen Umbauten eine kleine Kriegskaserne (Kehlkaserne) errichtet. Vor dem Ersten Weltkrieg wurden zu den bestehenden Halbbatterieständen A und B sechs Einzelstände mit Pivot für 12-cm-Kanonen mit Rücklaufbremse erstellt (zwei mit Schussrichtung Bedretto, vier mit Schussrichtung Leventina).

## Auftrag und Mannschaftsbestand
Motto Bartola hatte die Aufgabe, im Kessel von Airolo die Gotthardstrasse und die Strasse ins Val Bedretto zu schützen.
Die Festungskompanie bestand aus 95 Mann. 

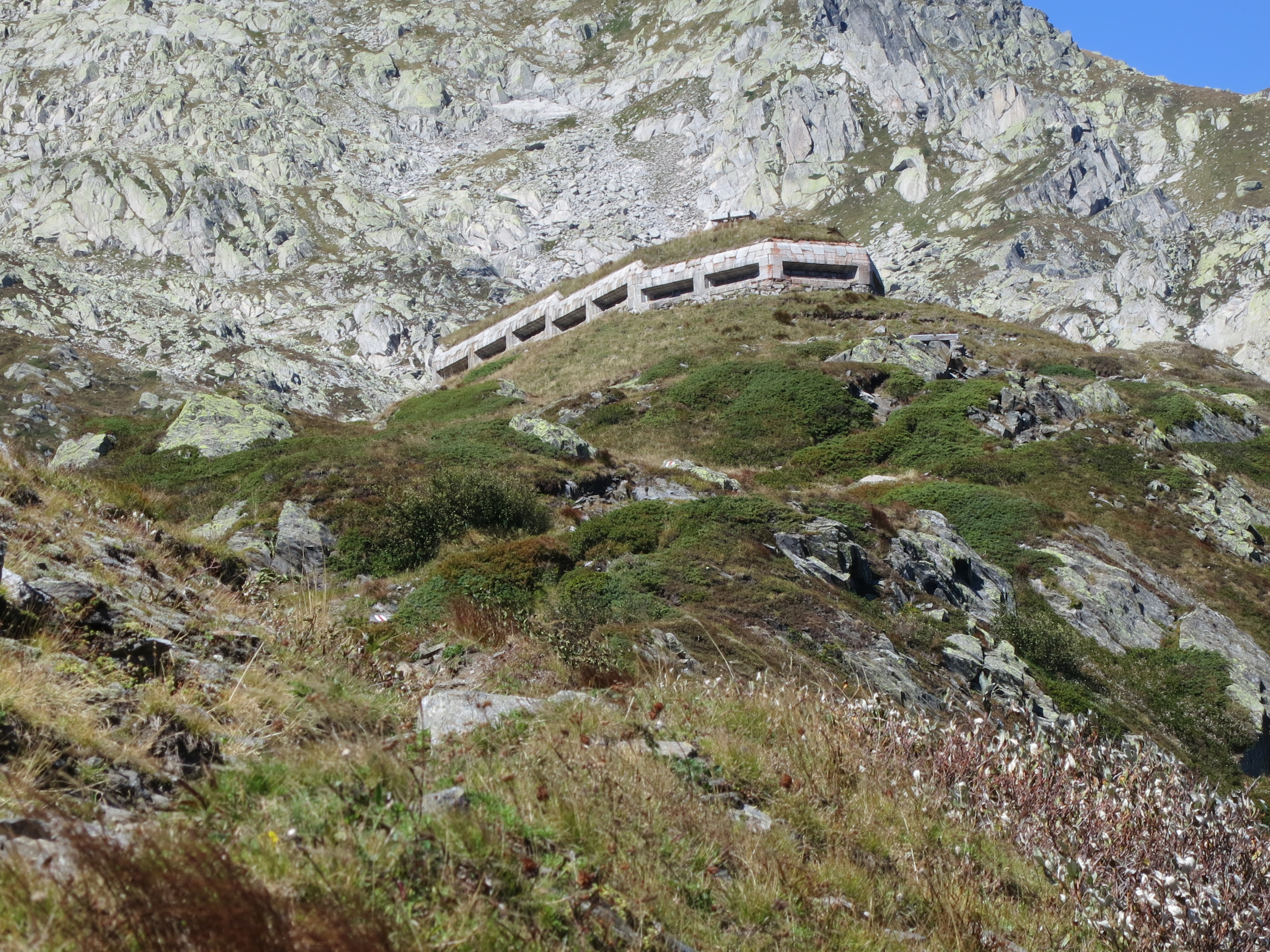
Granitwerk Fieudo auf 2131 m über Strada dei Banchi sud

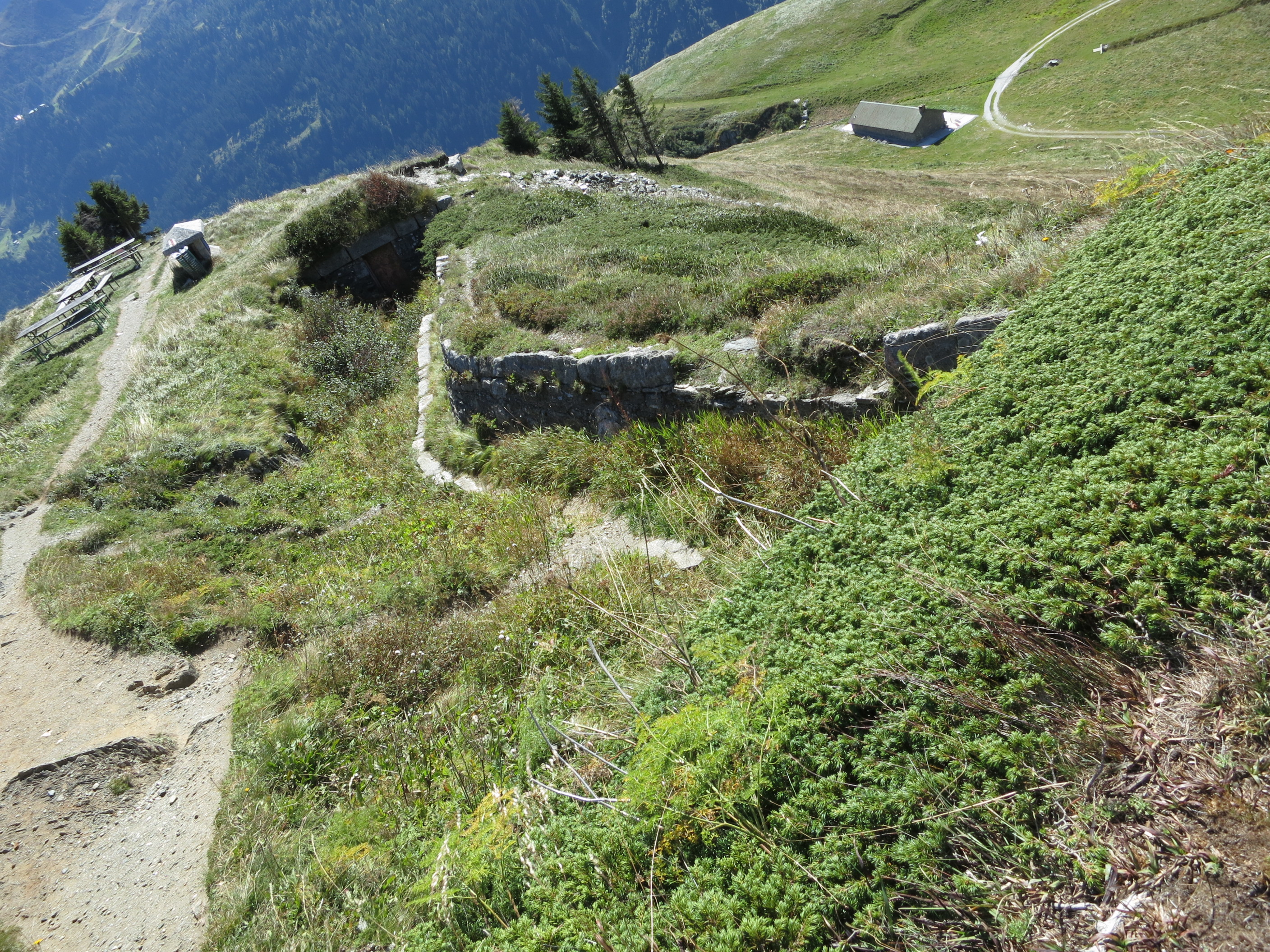
Offener Schützengraben Fieudo auf 1930 m

## Infanteriestützpunkte Fieudo
Die Festung Motto Bartola mit ihrer offenen Batterie konnte von der auf 2000 m ü. M. gelegenen Alpe di Fieud eingesehen werden. Zu ihrem Schutz wurde 1898 vom Gotthard Hospiz zur Alpe di Fieud der Banchi-Weg (Befestigungsweg) gebaut und dort einige Baracken errichtet. 1903 wurden zwei Infanteriestützpunkte mit offenen Schützengräben und gemauerten Unterkunftsräumen für rund 70 Mann gebaut. Der untere befindet sich auf 1930 m ü. M. unter dem Aussichtspunkt Belvedere der Autostrasse, der obere auf 2070 m ü. M. nordöstlich des Südportals des Strassentunnels. 1905 wurde auf 2131 m ü. M., östlich des Lago di Fieud, ein drittes, vollständig gedecktes und mit Granit verkleidetes Werk mit einem polygonalen Grundriss und Scharten für Gewehre und Maschinengewehre erstellt.
- Infanteriestützpunkt Fieudo oben A 8400		⊙
- Infanteriestützpunkt Fieudo A 8401 Unterkunft Schützengräben		⊙
- Infanteriestützpunkt Fieudo unten A 8402, Cassina del Buco, Schützengräben		⊙